# Munition
 (novembre 2022).
Si vous disposez d'ouvrages ou d'articles de référence ou si vous connaissez des sites web de qualité traitant du thème abordé ici, merci de compléter l'article en donnant les références utiles à sa vérifiabilité et en les liant à la section « Notes et références ».

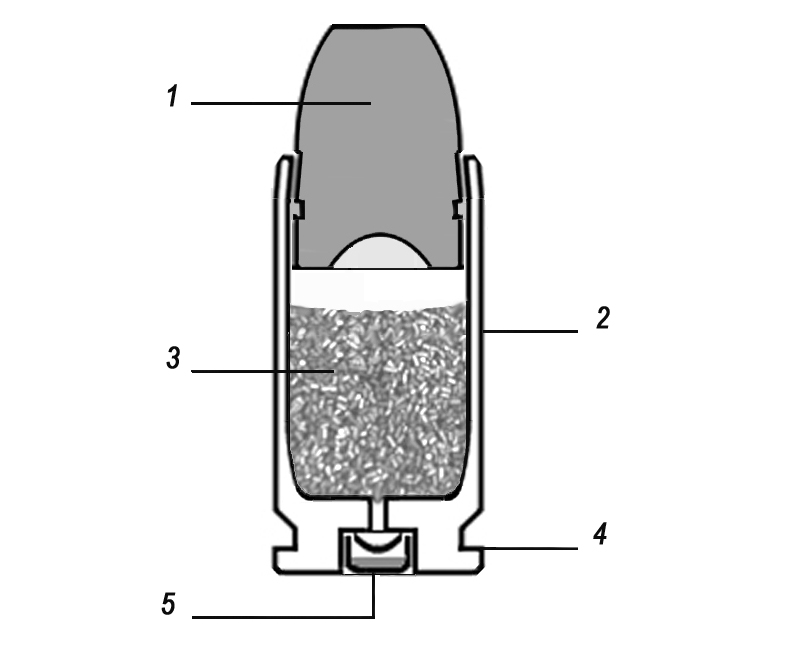
Cartouche pour arme de poing : 1 balle,
2 douille ou étui, 3 charge propulsive, 4 culot, 5 amorce

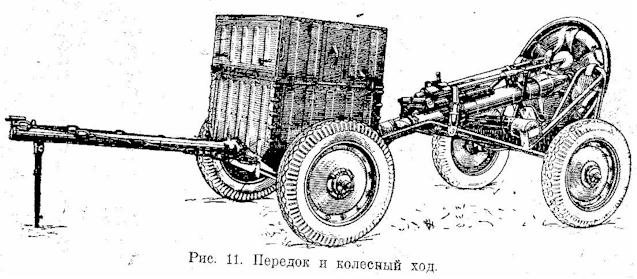
Exemple de « caisson de munitions » transportable avec son canon (russe)

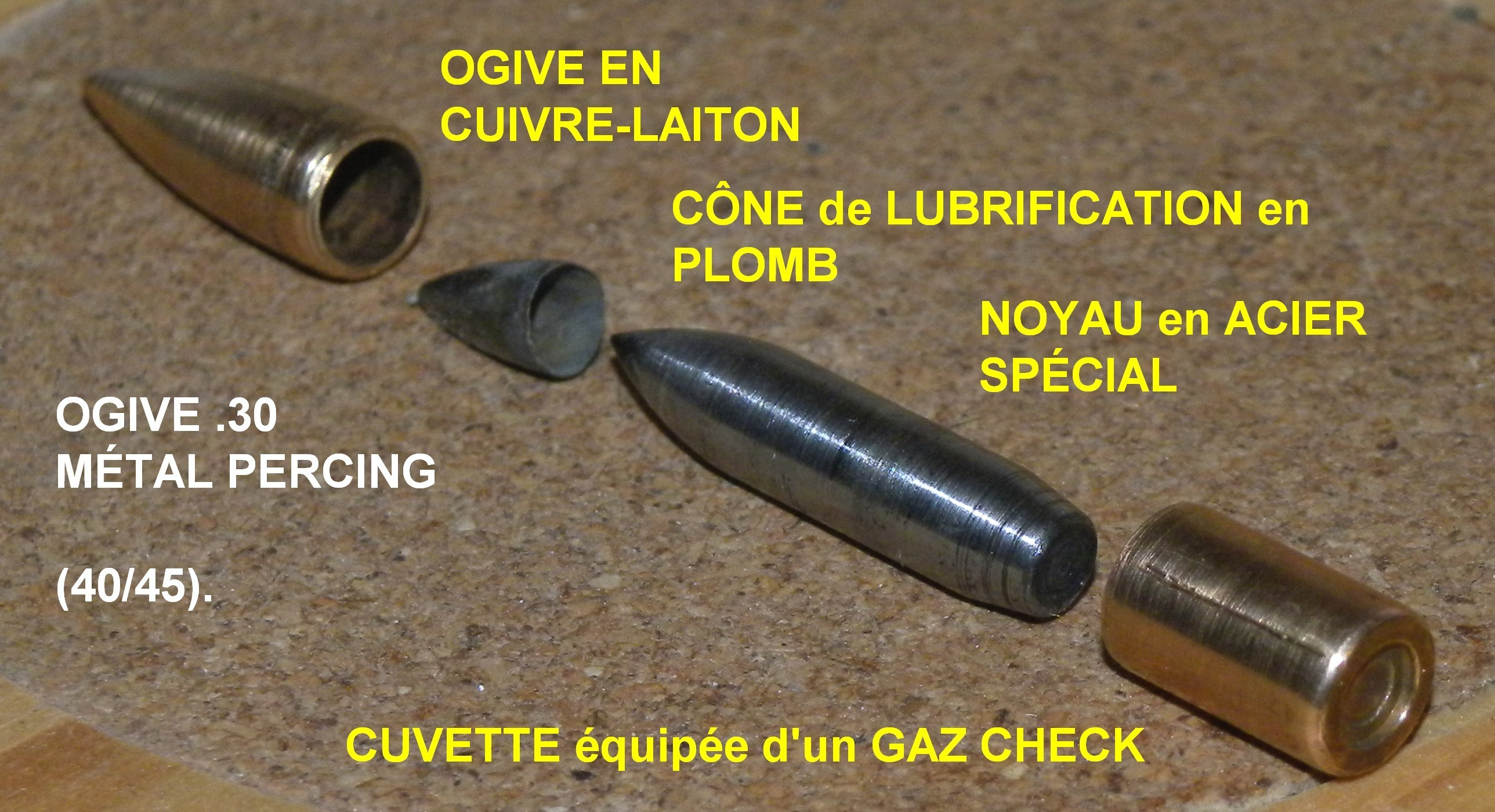

Une munition est un ensemble destiné à charger une arme à feu. Elle est constituée au minimum d'une charge propulsive et d'un (ou plusieurs) projectile (s) (grenaille, balle, obus).
À partir du XXe siècle, la munition peut être auto-propulsée (ex. : roquette, missile) et éventuellement guidée à distance, ou capable de s'orienter, par exemple vers une source chaude.
Le projectile peut être lui-même creux et empli d'un explosif équipé d'un dispositif pyrotechnique de mise à feu (détonateur réagissant à l'impact, ou retardé), projetant des éclats, des balles (plombs ronds des obus shrapnel) et plus récemment des sous-munitions. Dans le cas d'armes chimiques ou biologiques, le projectile a pu être également empli d'agents toxiques chimiques ou pathogènes, se transformant en gaz toxique ou contaminant lors de l'explosion à l'impact.
Pour des raisons de dangerosité et de sécurité, les munitions militaires sont stockées dans des lieux-dits « dépôt de munitions » (arsenal).

## Étymologie
Le mot munition est apparu au XIVe siècle et vient au latin munitio « travail de fortification, de terrassement », prenant sont origine dans le mot latin mœnia, « murailles ».

## Histoire du mot
Au XVIe siècle, le Livre de canonerie (Reinaud et Favé, p. 142) explique « la façon de faire la munition et composition de feu grégeois ».
Selon le Dictionnaire de l'Académie française (4e édition de 1762, p. 187), on entendait au XVIIIe siècle par « munition », « la Provision des choses nécessaires dans une armée ou dans une place de guerre ». Par exemple : munitions de bouche ; munitions de gueule, des provisions pour faire bonne chère.

### Munitions de guerre
Munitions de guerre. « La place étoit pourvue de munitions de guerre & de bouche. On manquait de munitions, de toutes sortes de munitions ». En ce sens le mot ne s'emploie qu'au pluriel.
Le Pain de munition est « Le pain que l'on distribue chaque jour aux soldats dans l'armée ou dans une place de guerre. Les soldats eurent ordre de prendre du pain de munition pour trois jours » (ex : MONT., I, 261: Des gelées si aspres que le vin de la munition se coupoit à coups de hache »... Amyot, C. d'Utiq. 77: « Ce livret contenait l'estat de la munition dont il avoit fait faire provision pour la guerre, de bledz, d'armes »... M. Du Bellay, 518: « Il avoit fait faire une munition de pain pour dix jours »).
Ce n'est que dans sa 6e édition (1832-5) que le Dictionnaire de l'Académie française (p. 2:245) ajoute à la définition précédente : « Fusil de munition, Fusil de gros calibre, qui est l'arme ordinaire des soldats d'infanterie, et auquel s'adapte une baïonnette ».
Puis le mot désigne plus souvent les poudres et projectiles, pour le fusil comme pour le canon, avant que les torpilles, missiles emportés et autres roquettes entrent dans le domaine des projectiles.
Depuis le XXe siècle, on distingue aussi les munitions conventionnelles des munitions chimiques ou biologiques  et depuis peu les munitions intelligentes ou munitions vertes.
Tradition :
La tradition belge perpétue le tir à la poudre noire avec championnats à la clef et permet d'observer armes et munitions anciennes ainsi que les chargements et différents types de gargousse.
La tradition allemande maintient vivace les Schutzenfest, fêtes du tir, toujours très prisées.

## Historique

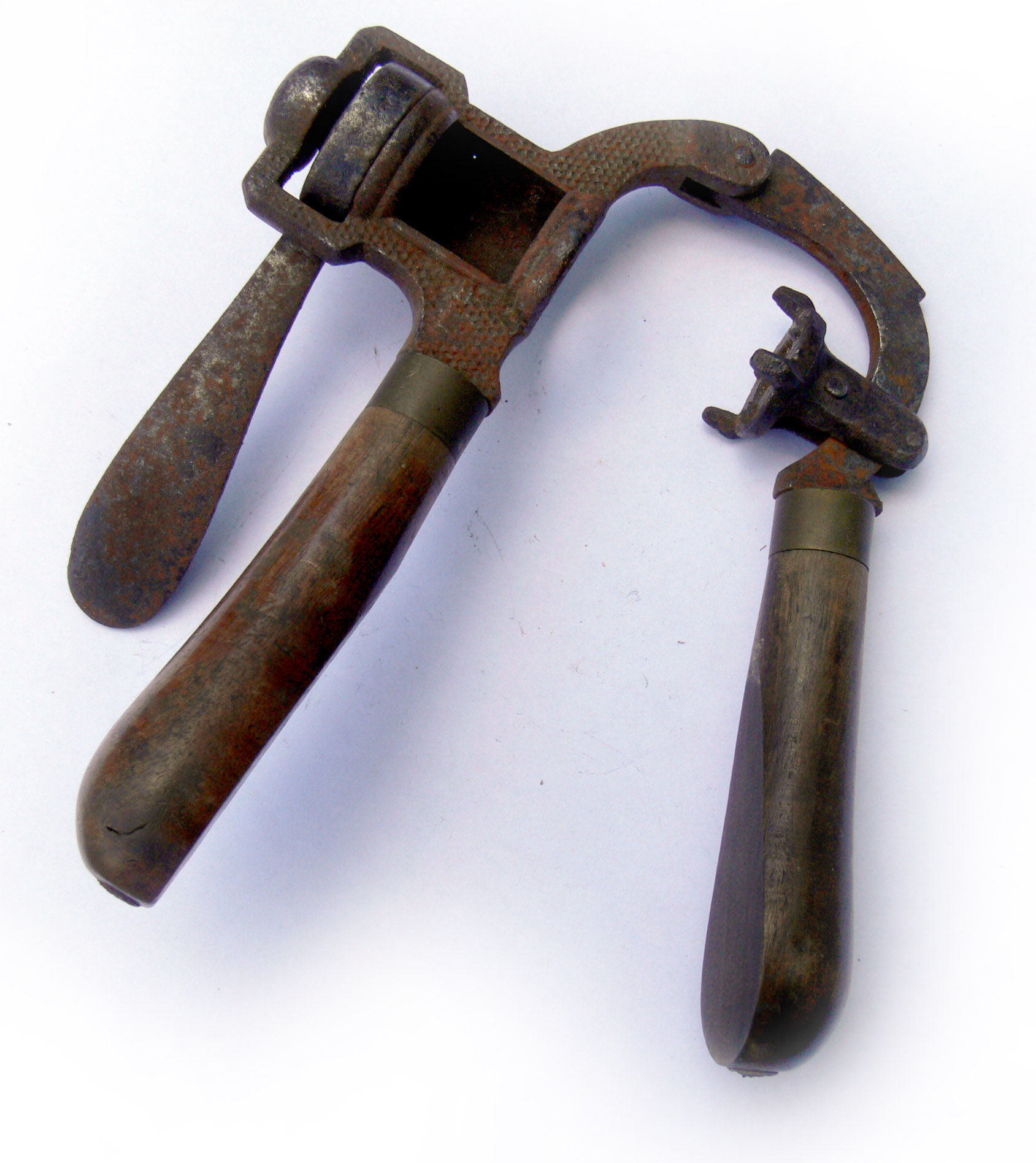
Appareil manuel (ancien) à sertir les cartouches de chasse en carton

Les premières armes à feu tiraient de simples cailloux, ou de la grenaille de fer récupérée dans les forges (avant que cela ne soit interdit). Des balles sphériques ont rapidement été inventées, coulées en plomb, puis en plomb allié d'antimoine et d'arsenic pour le durcir. La poudre était d'abord chargée séparément par la gueule du fusil, du pistolet ou du canon. Jusqu'au XIXe siècle, il était nécessaire de calepiner les balles de fusil, c'est-à-dire de les enrouler dans un morceau de coton, de tissu ou de papier graissé (la cartouche) afin d'assurer le meilleur rendement possible du tir en ajustant mieux le projectile à l'âme du canon par la réduction des interstices (vents) par lesquels les gaz s'échappent au lieu de pousser la balle, et pour augmenter la cadence de tir.
Avec l'apparition des poudres sans fumée ni résidu et des préparations cireuses de nitrates peu sensibles à l'eau et à l'humidité, et grâce à des capsules s'enflammant à la percussion (les amorces), les munitions ont gagné en facilité d'usage et en fiabilité. L'étui est un réceptacle muni d'une capsule pleine d’un explosif primaire à sa base (fulminate de mercure) et rempli d'une charge tandis que la balle, ayant pris différentes formes d'ogive, est enchâssée à l'autre extrémité. L'ensemble nommé cartouche est étanche et offre une facilité de chargement qui a ouvert la voie à toute une série de systèmes automatiques de chargement de l'arme, améliorant ainsi sa puissance de feu.
Les cartouches modernes présentent des calibres de plus en plus petits avec des balles plus légères mais aussi beaucoup plus rapides.

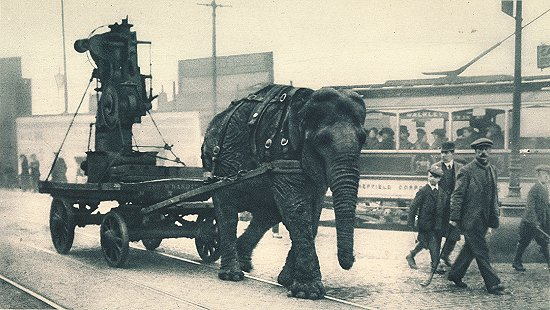
Lors de la Première Guerre mondiale, jusqu'aux animaux de cirque étaient réquisitionnés pour contribuer à l'effort de guerre, comme ici à l'usine de munitions de Sheffield

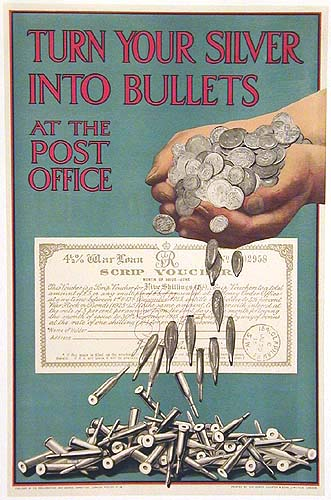
1914-18, des dizaines de milliards de balles ont été fabriquées lors de la Première Guerre mondiale

C'est avec la Première Guerre mondiale que la fabrication des munitions, maintenant devenue industrielle, a été plus que décuplée en quelques mois, mobilisant une grande partie des ressources financières, industrielles et minières des belligérants. Plus d'un milliard d'obus et des dizaines de milliards de balles de pistolet, de fusil et de mitrailleuse, torpilles et autres grenades ont ainsi été fabriqués en quatre ans [réf. souhaitée].
À la fin de la guerre, un tiers des obus qui sortaient des chaînes de fabrication étaient des munitions chimiques dont une faible partie a été utilisée [réf. souhaitée].
Un quart environ des obus fabriqués à la chaîne n'explosaient pas à l'impact, contribuant aux séquelles de guerre. Lors de la Seconde Guerre mondiale, ce seront dix obus sur cent qui n'exploseront pas à l'impact, et 50 % environ des munitions incendiaires. Nombre d'entre eux sont encore dans les sols où ils se décomposent lentement en libérant leur contenu (dont des nitrates, du mercure et d'autres composés toxiques).

## Désignation
Les munitions sont généralement désignées par un chiffre correspondant le plus souvent au calibre (au moins approximatif) du projectile, suivi d'un nom propre. Un second système de notation, plus rigoureux, exprime le calibre et la longueur de l'étui, plus éventuellement quelques lettres établissant diverses caractéristiques.

## Mécanique de la munition
La plus importante caractéristique d'une arme à feu est la munition pour laquelle elle est chambrée. Elle détermine le calibre de l'arme. La masse de la balle (en grammes (g)) et la quantité de poudre (en grains (gr) ou en grammes (g)) déterminent la puissance de la munition et le recul de l'arme.
La qualité de la poudre et sa composition permettent de distinguer les poudres lentes (canons de marine, gros calibres pour éviter les dégâts lors du recul), et les poudres rapides.
En usage d'artillerie, par exemple les 155 AuF1 français, la munition est séparée en deux : le projectile et la gargousse contenant la charge propulsive sous forme d'un sac de combustible. La charge par gargousse permet de varier et d'adapter la portée du projectile. Elle brûle complètement lors du tir.

### Énergie
L'énergie d'un projectile en mouvement correspond à son énergie cinétique et augmente sa portée et son efficacité. La formule en mécanique classique est :
{\displaystyle E_{c}={\frac {1}{2}}mv^{2}}
où m est la masse de la balle, v est sa vitesse. Une balle lourde et rapide aura plus d'énergie qu'une balle lente et légère.
L'énergie donnée au moment du tir dépend de la charge propulsive et du frottement dans le canon (donc de sa longueur), mais pas de la masse du projectile ; ainsi, pour une charge propulsive donnée, un projectile plus lourd ira moins vite qu'un projectile léger, mais les deux auront la même énergie cinétique.
Il existe également une énergie cinétique dite de rotation pour les balles tournant sur elles-mêmes. Une balle tournant sur elle-même a plus d'énergie qu'une balle de même masse ne tournant pas, à la même vitesse (Il en va de même pour les obus). Les canons rayés ou la forme de certaines balles entraînent leur rotation. À titre d'information, certains obus anti-aériens de calibre 20 mm tournent à plus de 80 000 tr/min à la sortie du tube, cette vitesse permettant d'armer la fusée qui, pour des raisons évidentes de sécurité, était maintenue inerte avant le départ du coup par un mécanisme interne.

### Recul
Le recul d'une arme est une poussée inverse à celle de la balle, selon le principe d'action-réaction. Elle est fonction de la quantité de mouvement p développée par la balle soit :
{\displaystyle {\vec {p}}=m{\vec {v}}}
Là encore, m est la masse de la balle et v sa vitesse. La vitesse n'a pas plus d'influence sur le recul développé par la munition que la masse. Notons que la quantité de mouvement ressentie au départ de la balle est équivalente, et même supérieure si l'on tient compte des frottements qui freinent la balle sur son trajet, à celle imprimée à la cible. En bref, il n'y a que dans les films où un coup de fusil de chasse propulse sa cible trois mètres en arrière. Une arme dont la munition développerait une telle quantité de mouvement ferait subir le même sort au tireur.
À la quantité de mouvement de la balle partant dans un sens correspond, pour l'arme dont le coup est parti, une quantité de mouvement identique en sens contraire.
m1 v1 = m2 v2
où m1 et v1 sont la masse et la vitesse de la balle, m2 v2 celles de l'arme. Cette dernière, étant nettement plus lourde que la balle, acquiert une vitesse beaucoup plus faible, mais significative : elle correspond au recul. Pour une arme donnée, une balle plus lourde engendrera plus de recul ; réciproquement à munition égale, une arme plus lourde présentera un recul plus faible. D'où l'importance de bien épauler (ou appuyer sur un support fixe) l'arme, ce qui permet d'ajouter la masse du tireur (ou celle du support) à celle de l'arme et donc de réduire le recul, alors que mal épaulée l'arme peut acquérir une vitesse suffisante pour blesser le tireur (risque de fracture de la clavicule par exemple) en plus de perdre en précision.

### Trajectoire du projectile
La gravité terrestre entraîne le projectile vers le sol et la trajectoire d'un projectile prend la forme d'une courbe tombante. Les tirs à longue distance nécessitent de compenser cette chute en visant au-dessus de la cible. Plus la balle aura de vitesse, plus sa trajectoire semblera plate pour une distance donnée. Le vent devra être compensé de la même manière en décalant la ligne de visée sur le côté. Pour les tirs à grande portée, il faudra également tenir compte de l'effet Magnus et de la force de Coriolis.
La plupart des armes à feu présentent un canon pourvu de rayures internes destinées à imprimer un mouvement de rotation au projectile pour améliorer la stabilité de sa trajectoire.
La vitesse à la bouche d'une balle est très variable en fonction des munitions et de la longueur de canon des armes. Les munitions d'armes de poing sont relativement lentes, leurs vitesses ne dépassent guère celle du son soit environ 340 m/s. Les munitions d'armes d'épaule sont nettement plus rapides, entre 400 et 1 000 m/s. Un tir à longue distance implique également un décalage temporel entre le tir et l'arrivée du projectile qu'il peut être nécessaire de compenser.
Les projectiles (balles, obus...) entrant en contact avec des objets (pierre, arbre, mur, surface de l'eau) sont susceptibles de ricocher et de connaître d'importants changements de trajectoire. C'est une source d'accidents non négligeable.
Voir aussi Balistique et Trajectoire parabolique.

### Dégâts, traumatologie
Les dégâts infligés par une arme à feu dépendent de l'arme mais surtout de la munition. Les problématiques liées aux dommages créés par les munitions varient en fonction du contexte d'utilisation. Dans les milieux civils (police, autodéfense), les engagements ont généralement lieu à très courte portée et le pouvoir d'arrêt est fondamental. La munition doit mettre immédiatement hors combat la cible pour lui interdire toute riposte. Dans un contexte militaire, la problématique est différente, les critères sont beaucoup plus nombreux (un soldat doit, par exemple, pouvoir emmener un nombre important de munitions avec lui) et les blessés chez l'ennemi représentent un handicap logistique tout à fait intéressant.
Il existe de nombreux débats d'experts sur l'efficacité des munitions. Les approches sont multiples, par exemple avec des tests effectués dans des blocs homogènes (glaise ou gel spécifique) pour étudier l'effet des impacts, des études statistiques et des études médicales sur des cas réels. Plusieurs explications sont généralement avancées et font l'objet de débats animés.
Les blessures infligées sont essentiellement des plaies (perforation de la peau et des tissus sous-jacents), dont les conséquences dépendent essentiellement de la partie touchée et de la profondeur de pénétration. L'énergie cinétique libérée à l'impact est parfois considérée comme source de dégâts locaux et distants sur les tissus et sur l'organisme : c'est le « choc hydrostatique », provoqué par l'onde de choc (onde mécanique de pression) qui en est à l'origine.
La forme du projectile influe sur le type de dégâts. Les conventions internationales ou les valeurs d'usage ont interdit l'usage de balles militaires modifiées pour augmenter l'étendue des dommages causés.
Les balles de métal mou (plomb ou contenant plus de 80 % de plomb) libèrent aussi à la pénétration une quantité faible mais mesurable de plomb toxique qui est immédiatement diffusé sous forme moléculaire ou de minuscules fragments dans le corps par le flux sanguin.
Dans le cas des munitions telles que grenades et obus, l'enveloppe fragmentée par l'explosif est elle-même vulnérante, en plus de l'onde de choc. Il faut y ajouter les effets du contenu chimique toxique pour les munitions chimiques et/ou ceux des centaines de fragments métalliques projetés dans toutes les directions (couramment appelés shrapnel).
La première conséquence est la douleur. En fonction du moral de la victime, le résultat peut aller de sa mise hors combat en raison de l'angoisse, à une dangereuse réaction de colère sous l'effet de l'adrénaline.
Si un muscle ou un tendon est touché, cela va provoquer une impotence fonctionnelle (mouvement gêné ou impossible). Des vaisseaux sanguins seront probablement touchés, provoquant des hémorragies pouvant entraîner rapidement la mort. La destruction partielle ou totale d'organe peut provoquer une mort immédiate (cœur, cerveau) ou retardée (poumons et système respiratoire) ou des infirmités (paralysie ou troubles mentaux en cas d'atteinte du cerveau ou de la moelle épinière, troubles divers selon l'organe atteint, amputation). Comme toutes les plaies, elles présentent un risque d'infection. La munition peut également provoquer une fracture osseuse avec dispersion d'esquilles osseuses aggravant le traumatisme.
Le type de munition dépend du but recherché :
- Maintien de l'ordre : on va plutôt s'orienter vers des munitions provoquant de la douleur, avec un faible risque de pénétration (munitions dite « sub-létales » utilisées par les lanceurs de balle de défense), comme des balles en caoutchouc de petit diamètre (chevrotine) ou des balles en caoutchouc de plus gros diamètre (Balle libre en mousse pour le Flash-Ball, balle gomme ou mousse pour le LBD). Les munitions classiques seront le plus souvent des balles blindées conventionnelles, probablement pour une raison plus liée au coût qu'à l'efficacité. Pour la police, l'arme est symbolique et dissuasive plus que pratique.
- Chasse : le but est soit de stopper et tuer rapidement un petit animal en mouvement, à relativement faible portée, pour protéger les biens et personnes situés dans la direction du tir, avec des projectiles généralement non profilés et multiples (grenaille) pour maximiser les chances de toucher et limiter la portée. Pour les gibiers de plus grande taille, on tire depuis des armes à canon rayé des balles profilées et rapides, proches des munitions militaires. On cherchera alors à augmenter l'effet de choc et à briser les os avec des balles dont l'ogive est moins profilée que les munitions militaires. La longue portée et l’énergie cinétique très élevée de ces munitions comparables aux munitions de guerre sont à l'origine de certains accidents.
- Intervention : lors des opérations d'intervention lors d'arrestation à risque, de prise d'otage ou de protection de personnalités ou encore pour l'autodéfense, le but recherché est de mettre la cible hors d'état de nuire au plus vite. Ce pouvoir d'arrêt peut être obtenu par un projectile expansif pour augmenter le volume de tissus détruits et maximiser les chances de toucher un organe vital ou provoquer une hémorragie importante. Une munition à projectiles multiples peut être utilisée, avec des risques de toucher d'autres cibles, mais leur capacité de pénétration plus faible est présentée par leurs promoteurs comme étant un gage de sécurité.
- Maîtrise d'un animal dangereux : pour des animaux dangereux et/ou protégés, des fléchettes garnies d'un somnifère sont efficacement utilisées, généralement par des vétérinaires. Elles peuvent cependant être vulnérantes pour des animaux petits ou fragiles si elles touchent un organe vital. Ce type de munition n'a jamais été adapté à la chasse ni aux armes de poings ni aux usages militaires en raison de sa portée très réduite et la lenteur de son effet.
- Guerre : les munitions de guerre sont encore plus variées que les armes qui les mettent en œuvre (de la balle de pistolet à la bombe nucléaire). Les contraintes logistiques, de réactivité, de poids, de coût et de vitesse de production ont conduit les pays dits « riches » à coupler la production industrielle de munitions pour armes lourdes à la production par milliards d'unités de munitions individuelles légères, peu encombrantes et faciles à acheminer vers les combattants, tout en cherchant à développer leur portée et leur capacité de perforation alors que les blindages et protections individuelles se multipliaient et alors que les armes ennemies devenaient toujours plus puissantes et précises, dans une coûteuse course aux armements qui n'est toujours pas maîtrisée. La stratégie militaire trouve plus « rentable » de blesser un ennemi que de le tuer ; chaque blessé mobilisant une importante logistique (récupération, transport, soins, convalescence) en générant un impact qu'on espère démobilisateur dans les troupes et sur la population à l'arrière, capable d'infléchir les choix politiques. La protection de ses propres soldats compte aussi. À partir de 1855, lors de la guerre de Crimée, puis surtout en 1914-1918, les soldats se sont enfoncés sous terre pour se protéger des munitions devenues très performantes, développant une guerre dite des tranchées. Les marchands d'armes ont alors produit des obus shrapnels à sous-munitions avec un système de retardement de l'explosion, de manière à programmer celle-ci au-dessus des tranchées pour y tuer ceux qui s'y protégeaient. De même les munitions chimiques étaient-elles capables de libérer des toxiques invisibles, parfois persistants et s'insinuant dans les casemates (et au travers des protections en caoutchouc naturel dans le cas de l'ypérite). Ensuite, ce sont les bombardiers à grande capacité puis les missiles qui ont rendu les tranchées inutiles, eux-mêmes de peu de poids face à l'arme nucléaire, avant que ne se profilent les bombes à neutrons, de nouvelles munitions non toxiques ou « intelligentes » et la guerre des étoiles qui rend la notion de munition plus floue, avec par exemple l'utilisation du laser ou d'autres types d'ondes ou champs électromagnétiques, quand il ne s'agit pas simplement de virus informatiques chargés de déprogrammer les armes ennemies[réf. nécessaire].

Voir ci-après Efficacité des munitions.

## Munition et environnement

### Pollution et risques écosystémiques

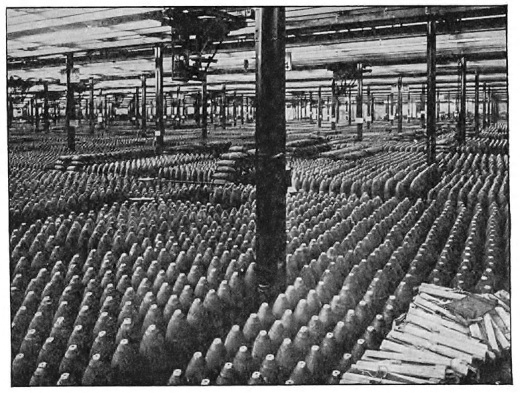
Une grande quantité de métaux et produits toxiques sont mobilisés pour fabriquer les munitions dont la fabrication a été dopée par la course aux armements, depuis la préparation de la Guerre 1914-18.

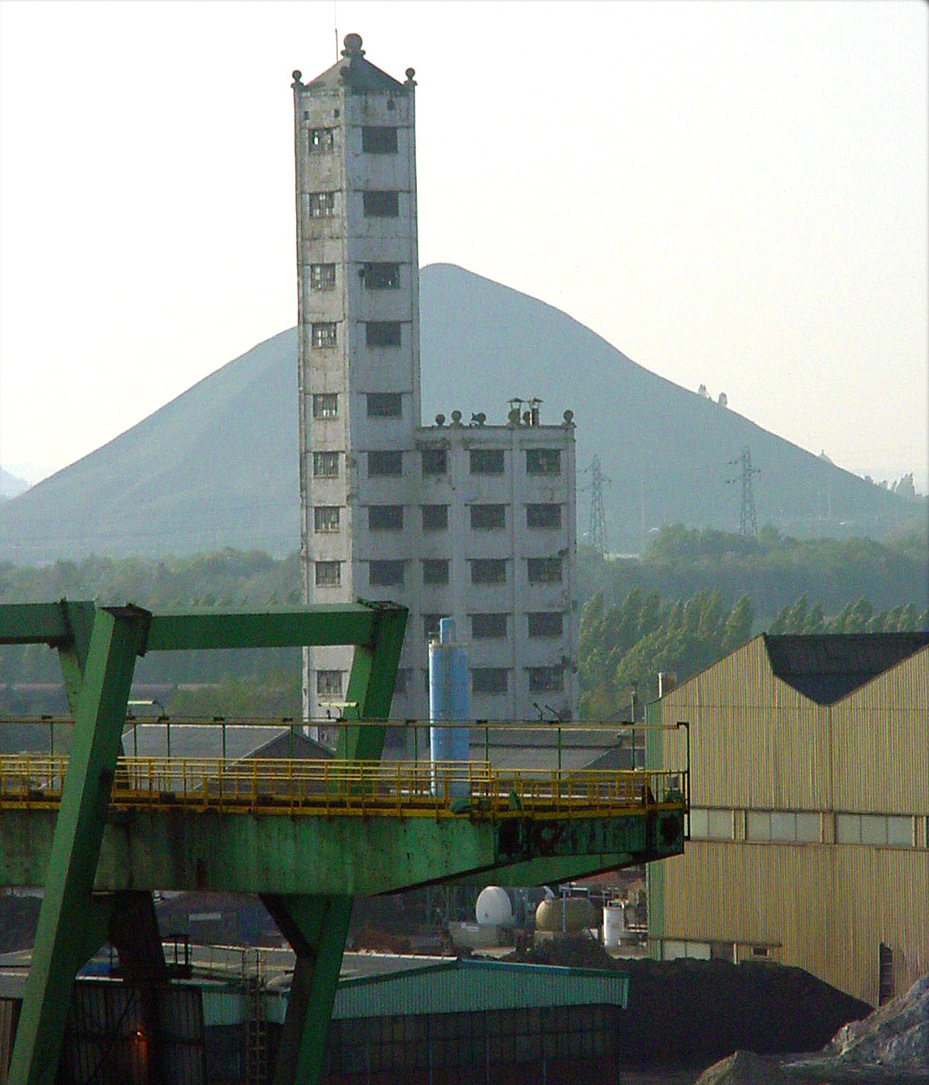
Tour à plomb de l'usine Metaleurop Nord (Pas-de-Calais), où ont été fabriquées des dizaines de milliards de billes de grenaille de plomb de chasse.

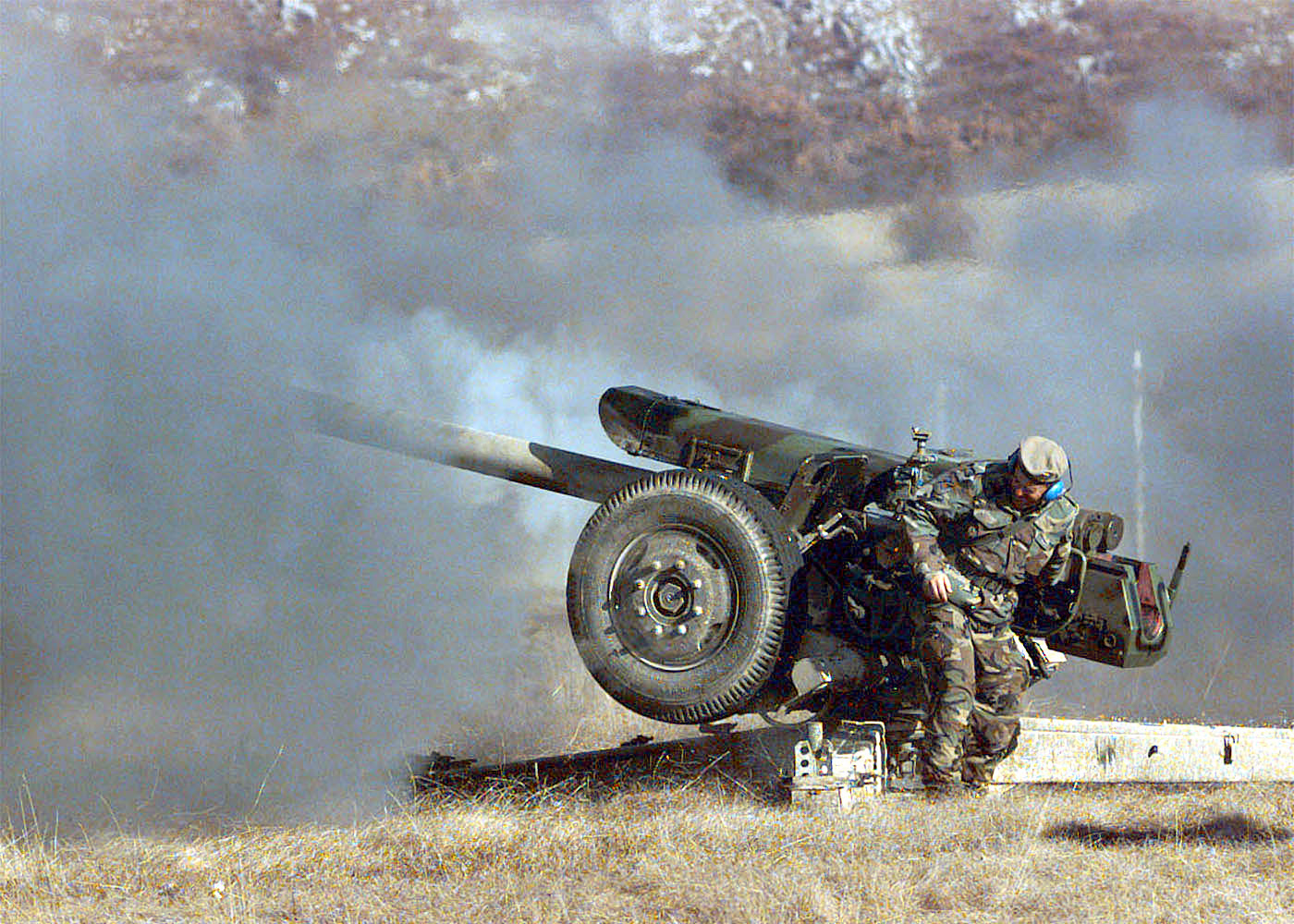
Les vapeurs et fumées de tir émises lors du tir peuvent contenir des produits et métaux toxiques

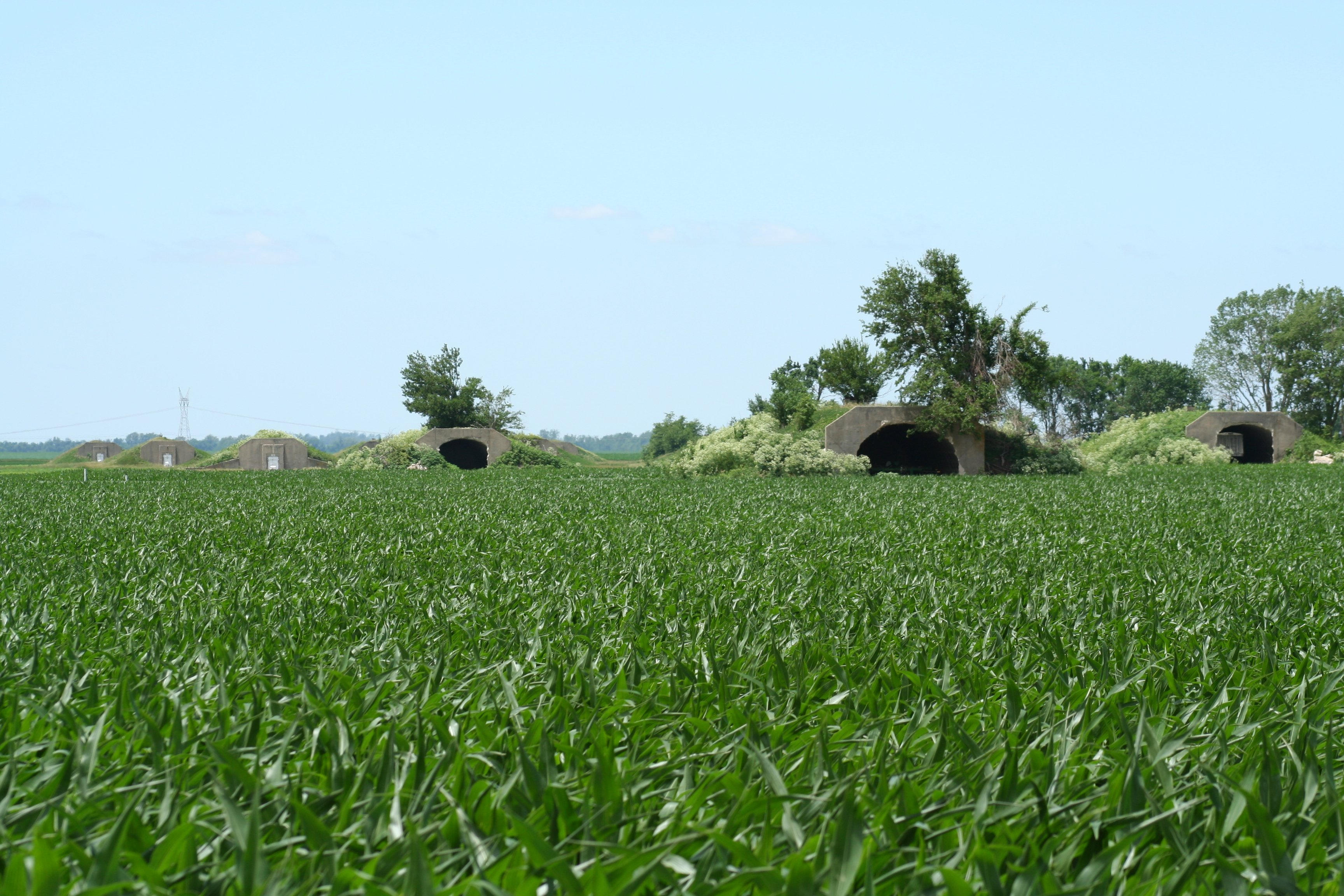
Les sites de fabrication et dépôt abandonnés (Ici à Sangamon, Illinois, États-Unis) ont parfois été pollués à la suite d'accidents, fuites, ou bombardements.

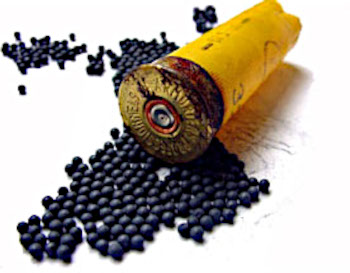
Une cartouche classique de 30 à 35 grammes contient 200 à 300 billes de plomb. Depuis 2005, en France, les cartouches au plomb ne sont plus autorisées pour les tirs dirigés en direction d'une zone humide.

Pour améliorer les caractéristiques cinétiques des projectiles, des métaux lourds ont été utilisés dans la plupart des munitions. Or, tous ces métaux sont toxiques, et en particulier le plomb auquel on ajoute généralement 7 à 10 % d'antimoine et d'arsenic également toxiques. Il est présent dans les balles, ou dans certaines amorces (azoture de plomb remplaçant le fulminate de mercure). Le plomb est l’un des éléments les plus toxiques en termes de risque/quantité, avec le mercure (présent sous forme de fulminate de mercure dans les anciennes amorces). Le cadmium, également très toxique est également présent dans certaines munitions (militaires).
Évolutions et tendance : 
De nombreux pays depuis les années 1980 ont interdit ou réduit l'utilisation du plomb dans les cartouches de chasse au profit de cartouches moins toxiques ou dites non-toxiques. Mais outre que d’autres métaux moins toxiques, mais néanmoins toxiques sont utilisés (bismuth notamment), si le cuivre ou laiton des chemisages ou douilles est peu toxique pour les animaux, il l’est, et à très faible dose, pour certains végétaux (algues) et pour beaucoup d'organismes aquatiques. Par ailleurs les nitrates ont été très utilisés dans les charges propulsives. Ce sont des eutrophisants de l'environnement et ils peuvent contribuer à acidifier l'air (sous forme d'acide nitrique ou comme précurseurs de l'ozone ou de gaz à effet de serre). Cet effet est négligeable comparé aux autres effets et aux quantités rejetées par l'agriculture. L'effet sur le corps humain des nitrates est complexe même positif par certains aspects (sportifs).
Les munitions peuvent polluer d'au moins six manières :
1. lors de leur fabrication (ex : Metaleurop Nord en France produisait du plomb pour les munitions et formait des billes pour les cartouches dans sa tour à plomb. Comme d'autres sites industriels ou artisanaux, l'usine après sa fermeture et une coûteuse dépollution est encore source de problèmes majeurs de saturnisme et de pollution durable des sols et sédiments) ;
2. lors d'accidents dans les usines de munitions, lors du transport, ou dans les dépôts de munitions. Par exemple, en mai 2004, l'office suisse de l'environnement du canton de Schwyz a détecté une pollution inexpliquée à la surface de plusieurs lacs en Suisse (Est et centre). La Centrale nationale d'alarme (CENAL) a montré par des analyses et modèles de dissémination météorologique, qu'il s'agissait de retombées de fines particules de métaux lourds provenant de l'incendie accidentel d'un dépôt de munitions en Ukraine. En Allemagne on traite encore les pollutions graves laissées par un accident dans une usine de munition et l'explosion d'un train de munition, ce qui invite à réévaluer rétrospectivement les retombées d'accidents tels que l'explosion du dépôt de munitions du col du Susten en 1992, ou celui du dépôt de munition des dix-huit ponts qui a soufflé en 1916 une partie de la ville de Lille ;
3. lors de leur utilisation (émission de vapeurs de mercure, de plomb, de cuivre et d'imbrûlés), les problèmes directs de santé se posant surtout en salle de stand de tir, pour les entraineurs militaires ou de la police) ;
4. lors de l'abandon ou de la perte de projectiles dans la nature (le plomb de chasse pose un réel problème dans la nature[3] en France ; mais sur les terrains d'opération, d'autres métaux toxiques sont dispersés par les munitions militaires, dont de l'uranium appauvri) pour des questions de poids ou même pour polluer ou rendre non opérationnel intentionnellement en cas de conflit (projectiles sales).
 Ce sont 5 000 à 8 000 tonnes de plomb qui étaient annuellement éparpillées dans l'environnement rien que par la chasse et le tir aux pigeons en France à la fin du XXe siècle, soit 500 à 700 fois les émissions annuelles de l'Usine Métaleurop-Nord avant sa fermeture (usine alors réputée la plus polluante par le plomb en France) ;
5. lorsque les munitions non explosées sont perdues, oubliées lors de combats ou entraînements (une partie non négligeable des obus et d'autres munitions militaires n'explosent pas à l'impact) ;
6. lors de leur démantèlement ou destruction finale ou rejet dans la nature (ex : munitions immergées), pour les munitions périmées, munitions chimiques interdites ou munition non-explosées récupérées et traitées dans de mauvaises conditions, tout particulièrement pour les armes chimiques.

Certains sites de tir aux pigeons, champs et prés périphériques se sont avérés plus pollués que des sites industriels à risque, nécessitant de coûteuses dépollutions.
Pour toutes ces raisons, les armées, les forces de l'ordre et les instances responsables de la chasse, dans certains pays commencent à imposer des munitions moins toxiques ou dites "non toxiques" et des conditions au traitement des déchets militaires issus du démantèlement d'armes et matériels militaires.
Les quantités de munitions non utilisées à détruire peuvent être importantes et les autorités doivent à la fois éviter de les perdre vers des filières illégales, gérer les questions de confidentialité et de sécurité sanitaire et pyrotechniques.
La France et les pays ayant ratifié le traité d’interdiction des armes à sous munitions doivent rapidement (dans les 8 ans suivant l'entrée en vigueur du traité) détruire leurs stocks (dont environ 160 000 roquettes MLRS (contenant chacune 644 petites grenades) à éliminer, ce qu'en 2008 seuls les Pays-Bas et le Royaume-Uni avaient commencé à faire.

#### En France
La France doit ainsi éliminer 22 000 roquettes MLRS à sous-munitions (soit un total de 6 600 tonnes), ainsi que des munitions complexes dont missiles, torpilles, 50 000 obus OGRE (Ou OGR ou OGRE F1) à sous-munitions ; chacun de ces obus contient 63 grenades contenant un mécanisme d'autodestruction, pouvant couvrir une surface de 10 000 à 18 000 m2).
S'y ajoutent :
- 2 927 missiles Roland retirés du service[4]
- un stock de missiles, torpilles et autres munitions en attente d’élimination ou démantèlement pour recyclage[4].
- un flux annuel d'environ 2 000 tonnes de munitions conventionnelles (torpilles et missiles non compris) à éliminer (les 3/4 venant de l’armée de terre)[4].
- des missiles Hot (3 200, 74 t), Mistral (600, 11 t), RS530 (360, 70 t) et Magic (400, 43 t)... soit une centaine de tonnes par an[4], hors roquettes à sous munitions lancées par le MLRS (déjà cités ci-dessus avec 22 000 engins et une masse de 6 600 tonnes).

Pourraient éventuellement à l'avenir s'ajouter l'obus d'artillerie Bonus (à deux sous-munitions antichar à guidage terminal) et le missile anti-pistes Apache (à charges éjectables ; 10 sous-munitions Kriss) de l'armée de l'air que la France en 2008 ne voulait pas considérer comme concernés par le traité sur les armes à sous-munitions.
Pour en savoir plus sur les risques sanitaires et environnementaux, voir l'article Toxicité des munitions.

### Risque d'explosion
Ce risque concerne surtout les munitions militaires anciennes manipulées par les agriculteurs, pêcheurs, forestiers qui les trouvent lors de leur travail dans les zones de stockage ou ayant subi des guerres. Des collectionneurs, curieux ou enfants cherchant à démonter des munitions sont souvent victimes d'accident. Des munitions explosent aussi parfois dans des centres d'incinérateurs de déchets ou de recyclage de métaux (par exemple le 14 mai 2008, un ouvrier français a été tué par l'explosion d'un obus qui avait été introduit dans les métaux d'une entreprise de recyclage à Vierzon et quatre de ses collègues ont été blessés, dont un grièvement. D'autres obus destinés au recyclage ont été pris en charge par le service de déminage).

### Bois mitraillés
Lors des dernières guerres, des forêts entières ont vu leurs arbres prendre des éclats. Le bois s'est reformé dessus. L'acier a alors pollué le bois (discolorations principalement, réactions avec les tanins etc). Lors de l’abattage ou du sciage, le danger est grand de casser la chaîne, la scie ou le ruban. Certaines parcelles ont ainsi été abandonnées à l'exploitation. Pour les moins problématiques avait été créé le Centre des Bois Mitraillés à Bruyères (Vosges), lieu d'une bataille importante qui avait rendu beaucoup de parcelles inexploitables. Cette région subit actuellement une fermeture des paysages à cause d'une augmentation de la surface forestière. L'exploitation y est vitale. Le centre bénéficiait d'un banc de scie complètement amagnétique pour permettre une détection et une localisation grâce à une source gamma, et le purgeage avant sciage. Son activité a cessé ces dernières années après avoir accompli le travail.

## Classification
Le mode de percussion déterminait originellement quatre types de munitions :
- centrale, étui métallique ;
- centrale, étui/douille non métallique : pour arme à canon lisse ;
- à aiguille ou à broche, étui métallique et percussion latérale (XIXe siècle) ;
- annulaire.

S'y sont ajoutés de nouveaux types dont ceux utilisés par les armes à sous-munitions et armes anti-personnels.

### Cartouches

#### Efficacité des munitions

##### Masse et vitesse du projectile

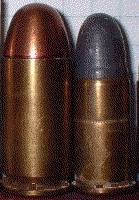
45 et 38.

L'énergie cinétique augmentant en fonction du carré de la vitesse, alors que son influence sur la quantité de mouvement n'est pas supérieure à celle de la masse, il est intéressant, lors de la conception de la munition, de la privilégier si l'on souhaite offrir un meilleur rapport entre énergie et recul. Cela mène à préférer une balle légère et rapide.
À titre d'exemple, une 9 mm Parabellum standard de 8 g et présentant une vitesse à la bouche de 350 m/s aura une énergie de 490 joules tout comme une .45 ACP standard de 14,90 g avec une vitesse de 260 m/s (504 joules). Mais le recul développé par les deux munitions est en revanche très dissemblable puisque la quantité de mouvement de la 9 mm Parabellum est de 2,8 kgm/s contre 3,86 kgm/s pour la .45 ACP. Cette affirmation reposant sur des calculs est cependant à nuancer: le "recul" ressenti des munitions à basse pression (comme le 45ACP) est beaucoup plus doux et progressif que celui des munitions à haute pression (comme les 9mm Parabellum) qui est "sec" et rapidement fatigant pour le tireur. En termes de rapport entre énergie conférée au projectile et recul, l'avantage est très nettement en faveur des balles légères et rapides.
De telles balles nécessitent néanmoins des poudres performantes donc de hautes pressions en chambre ainsi que des canons longs, ce qui explique qu'il ait fallu du temps avant de développer des balles rapides et que les munitions d'arme de poing restent relativement lentes. Le poids de la tradition joue néanmoins un rôle important en la matière puisque qu'une 9 mm Parabellum THV (Très Haute Vitesse, qui pouvait atteindre selon le fabricant une vitesse maximale de 1 000 m/s) a été développée par une entreprise française sans rencontrer un succès commercial significatif. Les armées se sont progressivement dotées de munitions légères et rapides à partir des années 1960 et on note également l'apparition de munitions rapides et légères dans des pistolets mitrailleurs récents correspondant au concept de PDW. L'un d'entre eux, le P90 s'accompagne même du Five-SeveN, un pistolet chambré pour ce même genre de munition.

##### Onde de choc
En théorie, une onde de choc naît dans le sillage d'un projectile progressant hors du vide à plus de Mach 1. De surcroît, l'inertie et la résistance mécanique des tissus leur permet de reculer lors d'une poussée donc d'absorber une partie de l'énergie qui anime le projectile. Leurs caractéristiques physiques, en particulier leur densité, causeraient de plus une rapide dissipation d'une onde de choc par élévation de la température et dommages mécaniques au milieu immédiatement environnant et non à une part importante de l'ensemble. C'est pourquoi certains affirment qu'aucun projectile d'arme à feu contemporaine ne provoque d'onde de choc dans des tissus vivants où les cavités observées relèvent des ondes de pression.

#### Pouvoir perforant
Le pouvoir perforant d'un projectile est fonction de sa densité sectionnelle : il est fonction de la masse du projectile par rapport à sa surface au contact du corps à perforer. C'est pourquoi les projectiles perforants sont longs et denses.

##### Caractéristiques des balles
L'énergie et le recul seuls ne suffisent pas à rendre compte de l'efficacité des munitions. La capacité de mise hors combat d'un humain, par exemple, est particulièrement difficile à établir car des tests empiriques sont exclus. Plusieurs notions émergent toutefois :
- la capacité de perforation exprime l'aptitude d'une balle à traverser des obstacles et à pénétrer profondément dans la cible. Une munition blindée d'arme de poing est généralement capable de traverser la carrosserie d'une voiture (pas le moteur ni les roues) de part en part mais un gilet pare-balles relativement léger la stoppera. Une munition d'arme d'épaule présente généralement une capacité de perforation supérieure, face à laquelle les gilets pare-balles légers sont sans effet à moins de les renforcer de lourdes plaques (métal ou céramique). Ces protections individuelles sont de plus en plus répandues, c'est pourquoi les munitions de petits calibres utilisées dans les PDW ont pour objectif de les traverser. Certains résument la perforation en divisant l'énergie de la balle par sa surface frontale sans négliger la dureté de son noyau (densité sectionnelle).
- le pouvoir d'arrêt est la capacité d'une munition à mettre un adversaire hors de combat dès le premier impact. Un pouvoir d'arrêt supérieur est l'un des critères qui justifient pour certains l'emploi d'une munition de fort calibre, telle que le .45 ACP, alors même qu'elle présente un mauvais rapport entre l'énergie dissipée lors de l'impact et le recul produit mais également un encombrement et une masse plus importants que ceux des petits calibres.
- le pouvoir vulnérant correspond à la quantité de dommages qu'une balle occasionne dans des tissus vivants. Une balle de gros diamètre s'enfonçant profondément dans sa cible en expansant autant que possible détruira un plus grand volume de tissus.
- la morphologie du projectile, améliorant ou réduisant les autres paramètres.

##### Types de balles

###### Balles blindées

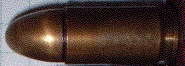
7,65

Il s'agit d'une configuration simple dans laquelle le noyau, souvent en plomb, est entièrement chemisé d'un métal dur. Ces balles simples présentent un coût réduit et réduisent l'emplombage. Leur efficacité limitée a également été perçue comme un avantage par les militaires, considérant qu'il était préférable de blesser un soldat ennemi qui monopolise beaucoup plus de ressources logistiques à transporter et à soigner que s'il est simplement mort. Leur utilisation dans un contexte civil, par exemple par des policiers, pose un problème car elles traversent souvent les corps et ricochent facilement, donc peuvent atteindre des innocents.

###### Balles perforantes

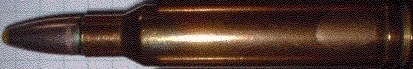
308 Winchester ou 7,62 × 51 mm Otan

Elles présentent généralement une forme profilée (ogive) et sont composées d'une chemise classique en métal tendre (cuivre) et d'une ogive interne en métal très dur et très dense (tungstène, acier durci) pour augmenter leur densité sectionnelle. Une pellicule de plomb peut être coulée entre la chemise et l'ogive interne afin de lubrifier lors de l'impact. Lorsque la balle touche une surface dure, le nez de l'ogive s'écrase sur la surface et crée une zone de contact. L'ogive interne beaucoup plus dure glisse sur l'intérieur de la chemise (a fortiori si du plomb fondu par la chaleur de la balle est présent entre l'ogive interne et la jupe), bien calée par la chemise écrasée, l'ogive interne s'enfonce droit dans la surface dure tandis que la chemise vide reste contre la paroi. L'ogive pointue aura tendance à glisser le long des obstacles plutôt que de les fracasser. Certaines balles sont même recouvertes de Teflon pour faciliter leur pénétration. De telles balles perdent en puissance d'arrêt car n'expansent pas lors de l'impact. Une balle dont l'ogive est bien ronde aura en revanche tendance à conserver une trajectoire plus droite dans la cible et à briser les os si toutefois elle possède suffisamment d'énergie.

###### Balles à tête creuse ou molle,balles dum-dum

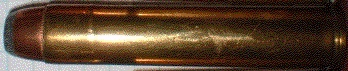
444 Marlin tête creuse (HP)

Ces balles sont conçues pour se déformer lors d'un impact sur un organisme vivant, donc « s'épanouir » ou « champignoner » afin d'augmenter leur efficacité. Les tissus vivants sont aqueux, or l'eau est (quasi) incompressible de sorte que ces balles molles sont déformées lors de l'impact, surtout si elles sont rapides, par la résistance rencontrée. Elles perdent en perforation mais augmentent les dommages causés à la cible par simple augmentation de leur surface frontale. Avant l'apparition de ce type de balles, certains entaillaient la tête de leur balle en forme de croix pour obtenir un effet équivalent ou encore l'éclatement de la balle en fragments dans la cible. Les balles dum-dum, produites dans l'arsenal du même nom près de Calcutta, furent les premières spécifiquement conçues pour obtenir cet effet. Ce type de balle est très répandu, dans le monde civil notamment, bien qu'elles fussent interdites lors de la première conférence internationale de la paix de la Haye en 1899.

###### Chevrotine etGlaser

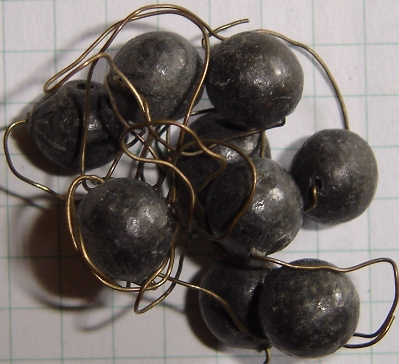
Chevrotine interdite.

La chevrotine et la Glaser Safety Slug (en) sont des munitions composées de projectiles multiples. Les fusils de chasse à âme lisse l'utilisent pour augmenter la probabilité de toucher une petite cible en mouvement, mais qui occasionnent également à courte portée des impacts multiples sans toutefois provoquer une sur pénétration.
La Glaser (marque commerciale) est une munition très spécifique utilisée dans les situations de prise d'otage. La balle contient un ensemble de projectiles qui s'égaillent dans la cible à l'impact, occasionnant des dommages immédiats et considérables, notamment au système nerveux, destinés à interdire toute réaction de la cible. Les Glaser nécessitent un tir parfaitement localisé pour être efficaces, un impact à l'abdomen pourrait par exemple rester sans effet immédiat, donc exposer un otage[réf. nécessaire]. Ces deux types de munitions sont très efficaces à courte portée mais présentent une capacité de perforation très faible.

###### Munitions militaires

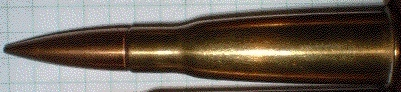
Lebel 8 mm

Les munitions modernes utilisées par les armées (5,56 mm Otan, 5,45 russe) présentent malgré leur faible diamètre des potentiels de destruction importants. Trois phénomènes concourent à cette efficacité. Là encore, les données sont contestées, notamment parce qu'elles contreviennent parfois à des accords signés par les gouvernements qui les mettent en œuvre mais aussi parce qu'il est très difficile de faire la part entre la légende et la réalité dans un domaine aussi controversé.
- Leur barycentre est excentré vers l'arrière qui a donc tendance, lors de l'impact, à « dépasser l'avant ». La balle bascule donc lorsqu'elle touche la cible, ce qui augmente sa surface donc les dommages occasionnés.
- Certaines, en particulier le 5,56 mm Otan, peuvent se fragmenter en plusieurs éclats dans la cible grâce à leur grande vitesse d'impact et de rotation.
- Outre la capacité de destruction correspondant au diamètre de la balle, leur grande vitesse crée une onde de choc si rapide et puissante qu'elle déchire les tissus dans lesquels elle se propage au lieu de les déformer temporairement.

Les abréviations présentées dans les tableaux ci-dessous correspondent aux balles suivantes :
- LRN : Lead Round Nose ; balle de plomb simple et peu onéreuse non chemisée à ogive arrondie pour une meilleure pénétration dans l'air.
- FMJ : Full Metal Jacket ; balle chemisée, c'est-à-dire recouverte d'un revêtement de métal dur. Ce type de balle est peu déformable.
- FMC flat : Full Metal Case ; balle à tête plate utilisé plus pour le tir en stand que pour la chasse, moins onéreuse et moins lourde que sa grande sœur.
- JSP : Jacketed Soft Point ; balle chemisée à tête molle. La balle est entourée d'une couche de métal dur sauf la tête destinée à expansée.
- JHP : Jacketed Hollow Point ; balle chemisée à tête creuse, la balle est recouverte d'un revêtement de métal difficile à déformer sauf pour la tête qui comprend une dépression en son centre pour permettre une meilleure expansion.
- SJ ESC : Semi Jacketed Exposed Steel Core ; noyau en acier semi-chemisé. Balle développée autour d'un noyau dur perforant conçu pour passer les gilets pare-balles.
- LSW : Lead Semi-Wadcutter ; balle en plomb à tête tronconique. La tête de la balle est une ogive plate, peu onéreuse et présentant des qualités balistiques améliorées par rapport à une balle à la tête totalement plate

#### Comparaison de quelques munitions

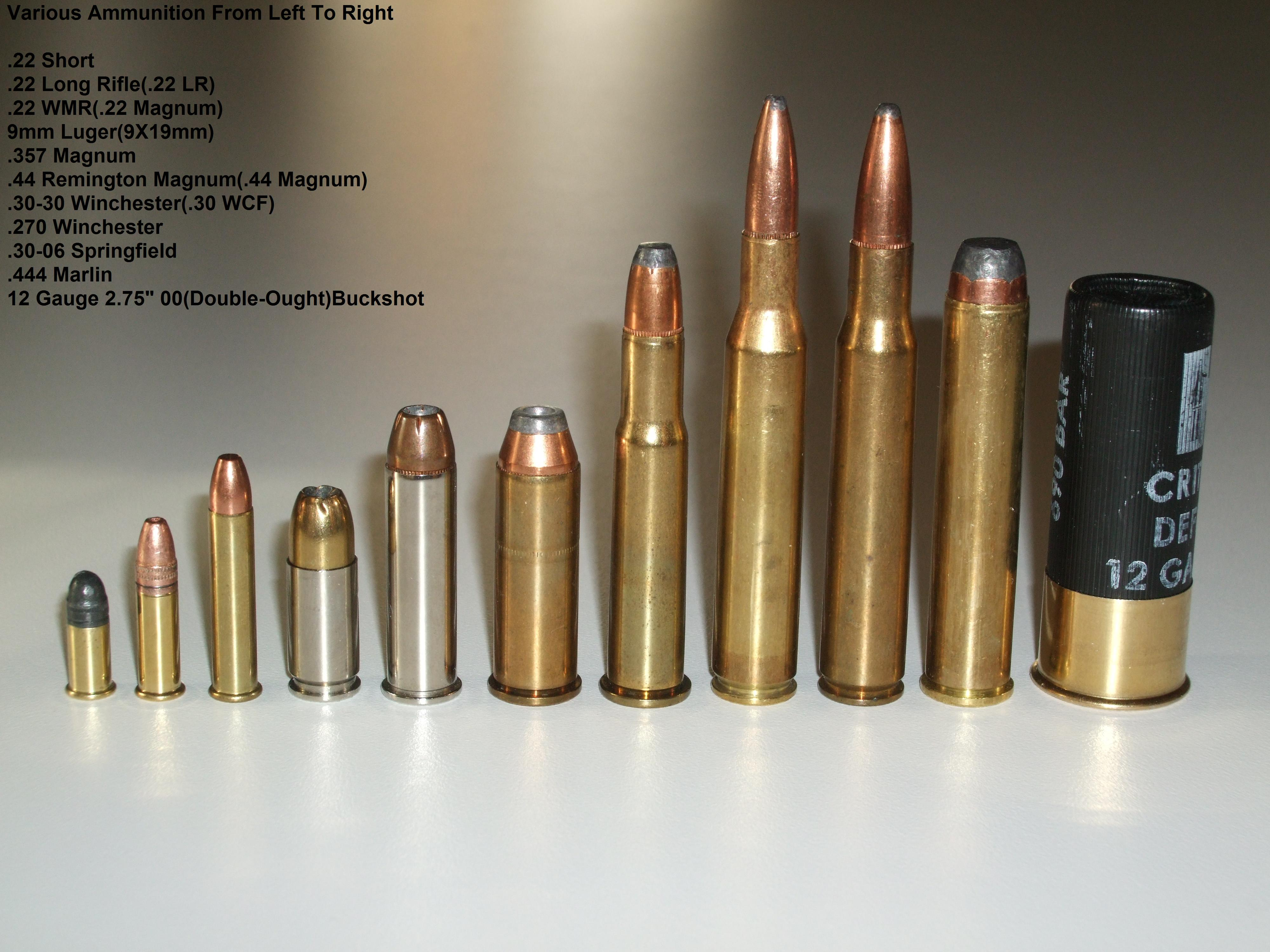
Diverses munitions : .22 Court - .22 Long Rifle - .22 Magnum. - 9 mm Luger - .357 Magnum - .44 Magnum - .30-30 Winchester - .270 Winchester - .30-06 Springfield - .444 Marlin - Calibre 12

##### Quelques munitions d'armes de poing
Les vitesses et énergies indiquées correspondent aux tirs exécutés avec l'arme appropriée la plus courante. Un canon plus long ou plus court peut modifier ces chiffres.
Ce tableau présente les caractéristiques balistiques des munitions d'armes de poing les plus connues. La performance utile typique* se base sur les caractéristiques des munitions standard du marché les plus fréquemment rencontrées, ceci à titre de comparaison.
La performance d'une munition, c'est-à-dire son impact sur la cible s'exprime en Joules selon la formule E = 1/2 M.V2 où M est la masse et V la vitesse de la balle
Le recul ressenti dans l'arme, se mesure lui par la quantité de mouvement exprimée en kg m/s selon la formule Q = M.V
Ainsi une munition de calibre .45 ACP a une performance comparable à une munition de 9 mm Luger (environ 510 J), mais provoque un recul supérieur (3,87 kg m/s contre 2,89 kg m/s).
|                                                                           | Données balistiques (munitions du marché) | Données balistiques (munitions du marché) | Données balistiques (munitions du marché) | Données balistiques (munitions du marché) | Données balistiques (munitions du marché) | Données balistiques (munitions du marché) | Données balistiques (munitions du marché) | Données balistiques (munitions du marché) | Données balistiques (munitions du marché) | Données balistiques (munitions du marché) | performance utile typique* | performance utile typique* | performance utile typique* | performance utile typique* |
| Caractéristique                                                           | Diamètre balle                            | Diamètre balle                            | longueur cartouche                        | longueur douille                          | poids balle                               | poids balle                               | vitesse min                               | vitesse max                               | Energie min                               | Energie max                               | Poids                      | Vitesse                    | Energie                    | Recul                      |
| ------------------------------------------------------------------------- | ----------------------------------------- | ----------------------------------------- | ----------------------------------------- | ----------------------------------------- | ----------------------------------------- | ----------------------------------------- | ----------------------------------------- | ----------------------------------------- | ----------------------------------------- | ----------------------------------------- | -------------------------- | -------------------------- | -------------------------- | -------------------------- |
| unité                                                                     | mm                                        | pouce                                     | mm                                        | mm                                        | g                                         | Grain                                     | m/s                                       | m/s                                       | J                                         | J                                         | grain                      | m/s                        | J                          | kg m/s                     |
| Munitions de pistolet semi-automatique                                    |                                           |                                           |                                           |                                           |                                           |                                           |                                           |                                           |                                           |                                           |                            |                            |                            |                            |
| .22 LR                                                                    | 5,56                                      | .223                                      | 25,40                                     | 15,60                                     | 1,9 - 2,6                                 | 30 - 40                                   | 370                                       | 500                                       | 180                                       | 260                                       | 32                         | 440                        | 200                        | 0,91                       |
| 7,65 mm Browning                                                          | 7,94                                      | .313                                      | 25                                        | 17,30                                     | 4-5                                       | 62-77                                     | 280                                       | 335                                       | 170                                       | 240                                       | 73                         | 318                        | 239                        | 1,50                       |
| 9 mm court                                                                | 9,01                                      | .355                                      | 25                                        | 17,30                                     | 6                                         | 90                                        | 290                                       | 350                                       | 280                                       | 360                                       | 90                         | 300                        | 260                        | 1,72                       |
| 9 mm Luger                                                                | 9,01                                      | .355                                      | 29,70                                     | 19,15                                     | 8-12                                      | 124-180                                   | 330                                       | 400                                       | 480                                       | 550                                       | 124                        | 360                        | 520                        | 2,89                       |
| 9 mm Imi                                                                  | 9,01                                      | .355                                      | 29,70                                     | 21,15                                     | 8-12                                      | 124-180                                   | 330                                       | 400                                       | 480                                       | 550                                       | 124                        | 360                        | 520                        | 2,89                       |
| .38 super auto                                                            | 9,04                                      | .356                                      | 32,51                                     | 22,86                                     | 8-10                                      | 124-154                                   | 370                                       | 430                                       | 570                                       | 740                                       | 130                        | 370                        | 580                        | 3,12                       |
| .357 SIG                                                                  | 9,06                                      | .357                                      | 28,96                                     | 21,97                                     | 6,5-8                                     | 100-124                                   | 410                                       | 490                                       | 690                                       | 820                                       | 125                        | 413                        | 692                        | 3,34                       |
| .40 S&W                                                                   | 10,17                                     | .400                                      | 28,80                                     | 21,60                                     | 8,7-13                                    | 135 - 200                                 | 300                                       | 340                                       | 500                                       | 700                                       | 180                        | 295                        | 510                        | 3,44                       |
| 10 mm Auto                                                                | 10,17                                     | .400                                      | 32,00                                     | 25,20                                     | 9-15                                      | 140 - 230                                 | 350                                       | 490                                       | 680                                       | 960                                       | 180                        | 380                        | 996                        | 4,82                       |
| .45 ACP                                                                   | 11,43                                     | .450                                      | 32,40                                     | 22,80                                     | 11-15                                     | 170 - 230                                 | 255                                       | 340                                       | 480                                       | 670                                       | 230                        | 260                        | 510                        | 3,87                       |
| .45 GAP                                                                   | 11,43                                     | .450                                      | 27,20                                     | 19,20                                     | 11-15                                     | 170 - 230                                 | 255                                       | 340                                       | 480                                       | 670                                       | 200                        | 310                        | 624                        | 4,03                       |
| .454 Casull                                                               | 11,48                                     | .452                                      | 45,00                                     | 35,10                                     | 16 - 26                                   | 240 - 400                                 | 430                                       | 580                                       | 2300                                      | 2600                                      | 300                        | 500                        | 2460                       | 9,72                       |
| .50 AE                                                                    | 12,70                                     | .500                                      | 40,90                                     | 32,60                                     | 19 - 21                                   | 300 - 325                                 | 440                                       | 470                                       | 1900                                      | 2200                                      | 300                        | 470                        | 2150                       | 9,13                       |
| Munitions de revolver (ou mixtes : rarement utilisées dans des Pistolets) |                                           |                                           |                                           |                                           |                                           |                                           |                                           |                                           |                                           |                                           |                            |                            |                            |                            |
| .22 LR                                                                    | 5,56                                      | .223                                      | 25,40                                     | 15,60                                     | 1,9 - 2,6                                 | 30 - 40                                   | 370                                       | 500                                       | 180                                       | 260                                       | 32                         | 440                        | 200                        | 0,91                       |
| .22 Magnum                                                                | 5,56                                      | .223                                      | 34,30                                     | 26,80                                     | 1,9 - 3,2                                 | 30 - 50                                   | 470                                       | 700                                       | 410                                       | 440                                       | 40                         | 572                        | 430                        | 1,48                       |
| .38 Special                                                               | 9,06                                      | .357                                      | 39,00                                     | 29,30                                     | 8-10                                      | 124-154                                   | 270                                       | 350                                       | 300                                       | 450                                       | 158                        | 295                        | 435                        | 3,02                       |
| .357 Magnum                                                               | 9,06                                      | .357                                      | 40,00                                     | 33,00                                     | 8-12                                      | 124-180                                   | 380                                       | 520                                       | 780                                       | 1090                                      | 158                        | 395                        | 796                        | 4,04                       |
| .41 Magnum                                                                | 10,40                                     | .410                                      | 40,40                                     | 32,80                                     | 11 - 17                                   | 170 - 260                                 | 380                                       | 480                                       | 900                                       | 1800                                      | 210                        | 375                        | 956                        | 5,10                       |
| .44 Magnum                                                                | 10,90                                     | .429                                      | 41,00                                     | 32,60                                     | 16 - 22                                   | 240 - 340                                 | 350                                       | 450                                       | 1000                                      | 1800                                      | 240                        | 360                        | 1010                       | 5,59                       |
| .460 S&W Magnum                                                           | 11,48                                     | .452                                      | 58,40                                     | 46,00                                     | 13 - 26                                   | 200 - 400                                 | 465                                       | 700                                       | 2700                                      | 3800                                      | 260                        | 630                        | 3340                       | 10,64                      |

##### Quelques munitions d'armes d'épaule
|                                   | Données balistiques (munitions du marché) | Données balistiques (munitions du marché) | Données balistiques (munitions du marché) | Données balistiques (munitions du marché) | Données balistiques (munitions du marché) | Données balistiques (munitions du marché) | Données balistiques (munitions du marché) | Données balistiques (munitions du marché) | Données balistiques (munitions du marché) | Données balistiques (munitions du marché) | performance utile typique* | performance utile typique* | performance utile typique* | performance utile typique* |
| Caractéristique                   | Diamètre balle                            | Diamètre balle                            | longueur cartouche                        | longueur douille                          | poids balle                               | poids balle                               | vitesse min                               | vitesse max                               | Energie min                               | Energie max                               | Poids                      | Vitesse                    | Energie                    | Recul                      |
| --------------------------------- | ----------------------------------------- | ----------------------------------------- | ----------------------------------------- | ----------------------------------------- | ----------------------------------------- | ----------------------------------------- | ----------------------------------------- | ----------------------------------------- | ----------------------------------------- | ----------------------------------------- | -------------------------- | -------------------------- | -------------------------- | -------------------------- |
| unité                             | mm                                        | pouce                                     | mm                                        | mm                                        | g                                         | Grain                                     | m/s                                       | m/s                                       | J                                         | J                                         | grain                      | m/s                        | J                          | kg m/s                     |
| .22 LR                            | 5,60                                      | .223                                      | 25,40                                     | 15,60                                     | 1,9 - 2,6                                 | 30-40                                     | 370                                       | 500                                       | 180                                       | 260                                       | 32                         | 440                        | 200                        | 0,91                       |
| 5,56 × 45 mm Otan .223 Remington  | 5,69                                      | .224                                      | 57,40                                     | 44,70                                     | 3 - 4                                     | 30-60                                     | 850                                       | 993                                       | 1670                                      | 1890                                      | 55                         | 988                        | 1740                       | 3,52                       |
| .222 Remington                    | 5,69                                      | .224                                      | 54,10                                     | 43,20                                     | 4-5                                       | 50-77                                     | 890                                       | 1090                                      | 1450                                      | 1600                                      | 50                         | 957                        | 1485                       | 3,10                       |
| .243 Winchester                   | 6,20                                      | .243                                      | 68,83                                     | 51,90                                     | 4 - 6                                     | 62 - 90                                   | 920                                       | 1240                                      | 2500                                      | 2900                                      | 90                         | 945                        | 2600                       | 5,51                       |
| .270 Winchester                   | 7,00                                      | .275                                      | 84,80                                     | 64,50                                     | 6                                         | 90-130                                    | 910                                       | 1100                                      | 3500                                      | 4000                                      | 130                        | 933                        | 3670                       | 7,86                       |
| 7x57 mm Mauser                    | 7,24                                      | .285                                      | 78,00                                     | 57,00                                     | 8-12                                      | 124-180                                   | 700                                       | 900                                       | 3000                                      | 3700                                      | 160                        | 765                        | 3035                       | 7,93                       |
| 7x64 mm Brennecke                 | 7,24                                      | .285                                      | 84,00                                     | 64,00                                     | 8-12                                      | 124-180                                   | 820                                       | 920                                       | 3300                                      | 4000                                      | 162                        | 800                        | 3360                       | 8,40                       |
| 7 mm Rem Mag                      | 7,20                                      | .284                                      | 84,00                                     | 64,00                                     | 8-10                                      | 124-154                                   | 870                                       | 1100                                      | 4000                                      | 4400                                      | 150                        | 945                        | 4340                       | 9,18                       |
| 7,62 x 51 mm Otan .308 Winchester | 7,80                                      | .308                                      | 69,90                                     | 51,20                                     | 6,5-8                                     | 124-150                                   | 780                                       | 860                                       | 2900                                      | 3600                                      | 150                        | 860                        | 3594                       | 8,36                       |
| 7,62 × 54 mm R                    | 7.90                                      | .308                                      | 76.2                                      | 53.5                                      | 24.3                                      |                                           |                                           | 870                                       |                                           | 3500                                      |                            |                            |                            |                            |
| .300 Win Mag                      | 7,80                                      | .308                                      | 85,00                                     | 67,00                                     | 8,7-13                                    | 135-200                                   | 900                                       | 990                                       | 4500                                      | 5000                                      | 180                        | 900                        | 4725                       | 10,50                      |
| 30-06 Springfield                 | 7,80                                      | .308                                      | 85,00                                     | 63,00                                     | 9-15                                      | 140-230                                   | 750                                       | 890                                       | 3800                                      | 4000                                      | 180                        | 825                        | 3970                       | 9,62                       |
| 7,92x57 mm Mauser                 | 8,22                                      | .324                                      | 82,00                                     | 57,00                                     | 11-15                                     | 170-230                                   | 720                                       | 800                                       | 4800                                      | 4800                                      | 200                        | 740                        | 3550                       | 9,60                       |
| .338 Win Mag                      | 8,60                                      | .338                                      | 84,80                                     | 64,00                                     | 11-15                                     | 170-230                                   | 760                                       | 900                                       | 3500                                      | 5300                                      | 200                        | 900                        | 5250                       | 11,66                      |
| 9,3x62 mm Mauser                  | 9,30                                      | .366                                      | 83,60                                     | 62,00                                     | 16-26                                     | 240-350                                   | 720                                       | 800                                       | 4300                                      | 5200                                      | 250                        | 745                        | 4495                       | 12,06                      |
| .375 H&H                          | 9,50                                      | .375                                      | 91,00                                     | 72,40                                     | 16-26                                     | 240-350                                   | 700                                       | 882                                       | 5500                                      | 6300                                      | 270                        | 800                        | 5600                       | 14,00                      |

#### Coûts
En France, selon une étude nationale commandée en 2006 par la fédération nationale des chasseurs, un chasseur français moyen dépense chaque année 180 euros d'achat de munitions, soit plus que son budget annuel (150 €) d'achat d'arme et accessoires (sur une dépense annuelle totale moyenne de 1 250 €/an).

### Obus
- Shrapnel